# Orquídeas del Perú
La orquídea es una planta exótica conocida por su belleza y elegancia, pero también es una fuente de bienestar para nuestra salud. Además de ser un elemento decorativo, las orquídeas tienen propiedades que pueden ayudarnos a mejorar nuestro estado de ánimo y bienestar general. 

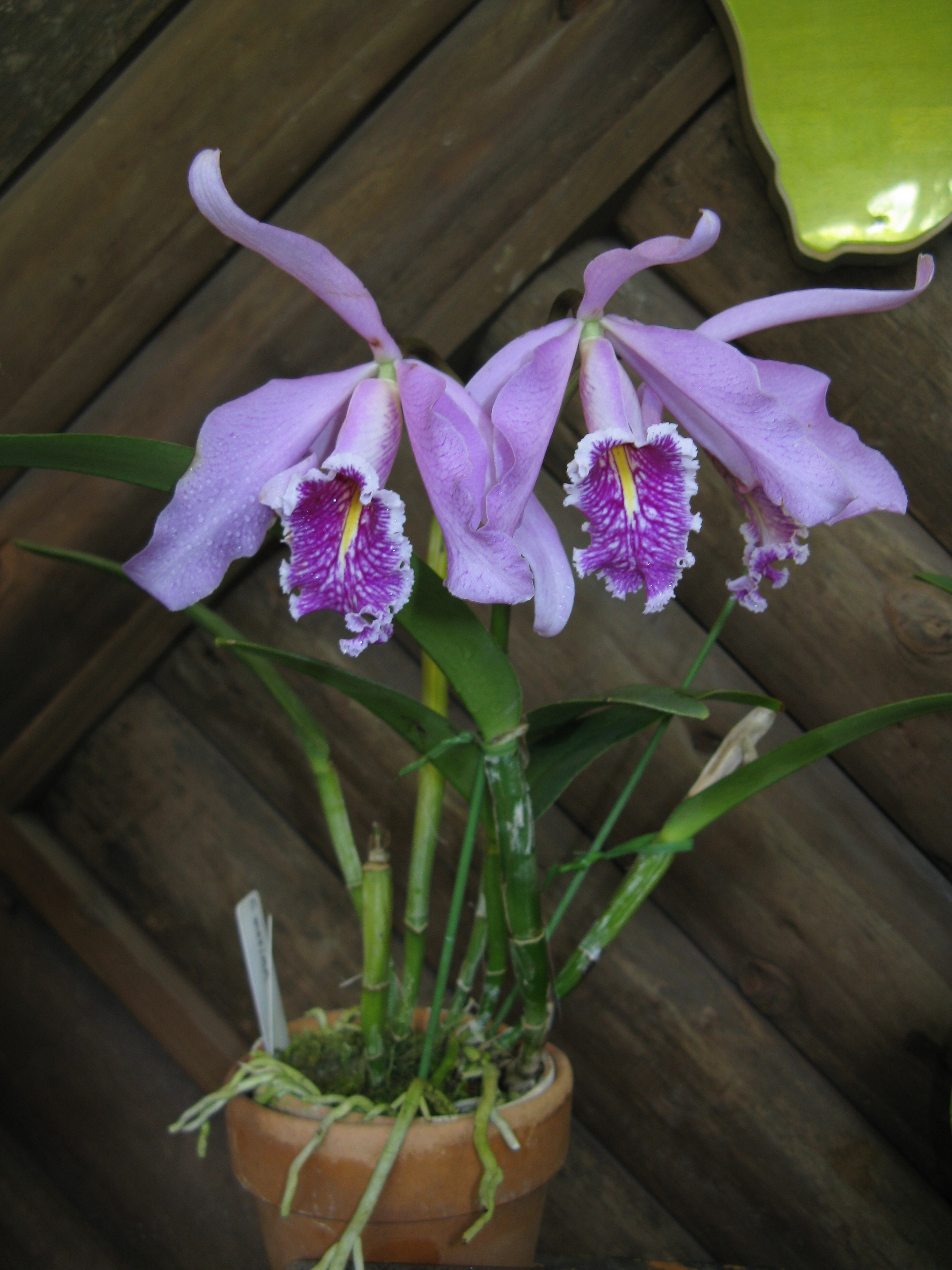
Cattleya maxima

El Perú, ubicado en Sudamérica, cuenta con una diversidad de orquídeas, algunas endémicas de sus regiones naturales costa, sierra, selva. Son epífitas o terrestres. Crecen entre los 100 y los 4.600 m s. n. m. Muchas de ellas están en peligro de extinción debido al comercio ilegal y la deforestación de su hábitat. De las 30.000 especies de orquídeas, en el Perú crecen más de 3.000.
En el Perú permite una gran variedad de orquídeas. Han sido apreciadas desde épocas preincaicas por las culturas nativas del Perú.
Sobre su difusión, mediante un convenio entre "Servicios Postales del Perú" y el "Instituto Nacional de Recursos Naturales del Perú", el 15 de febrero de 2004 se emitieron estampillas con tres orquídeas de la flora peruana: Stanhopea sp (especie), Psychopsis sp (specie) y Chloraea pavonii.

## Historia

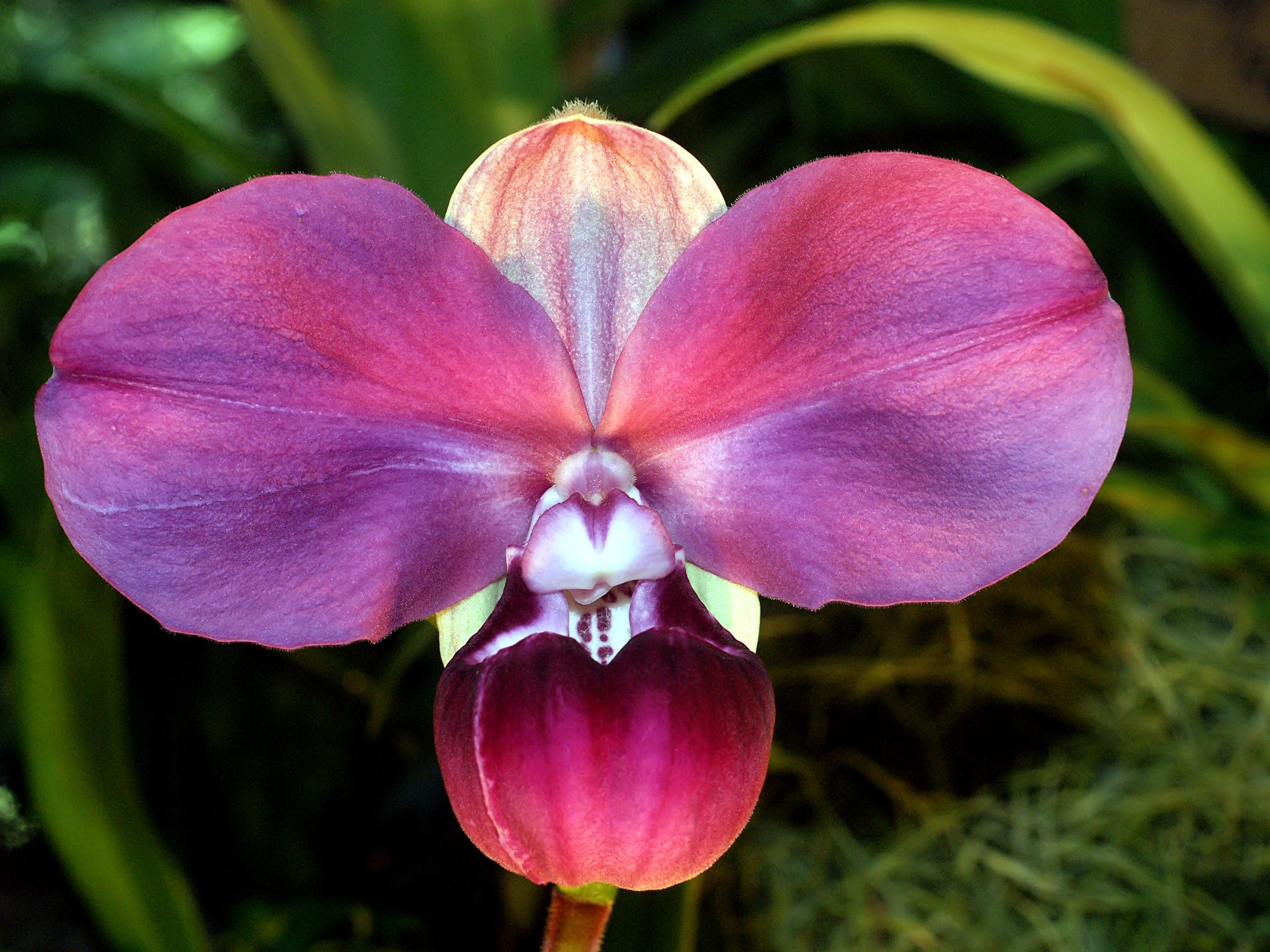
Phragmipedium kovachii

La tradición oral cuzqueña ha conservado la Masdevallia veitchiana en un relato inca, llamado la Leyenda de Waqanki. Waqanki significa en quechua lágrimas, y en la Masdevallia se aprecian unas gotas presentes en los pétalos.

..durante una premiación al ejército del Inca que regresaba victorioso de una campaña, una de las princesas del Inca se fija en uno de los jóvenes oficiales del cual queda prendada. No paso mucho tiempo y el Inca es informado de estos amores y monta en cólera por la osadía de un plebeyo al relacionarse con la nobleza. Inmediatamente ordena su captura y ejecución. La bella princesa intercede con el Inca por su amante. El Inca, Hijo del Sol le perdona la vida pero, no estando satisfecho lo envía con un pequeño destacamento a apaciguar una zona rebelde en el interior de la jungla amazónica, conociendo de antemano la imposibilidad de la misión encomendada y la segura muerte del oficial. Al enterarse la doncella de tan drástica decisión corrió tras las huellas de su amado llorando desconsoladamente. Y dice la leyenda que en la floresta donde caían sus lágrimas brotaban unas bellas flores. Desde ese día a las flores de esta especie se les conoce como orquídeas Waqanki...
Leyenda Inca. Siglo XV

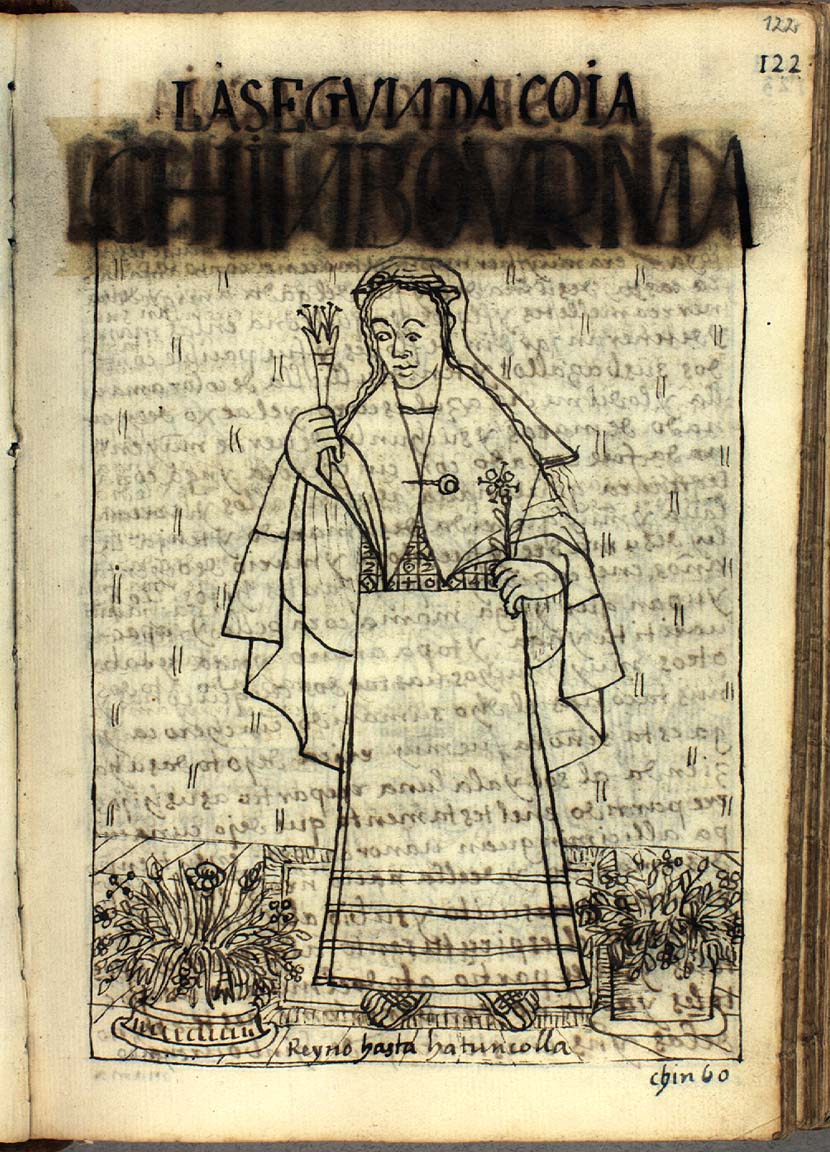
Chinbo Urma...y flores ynquilcona en las manos.

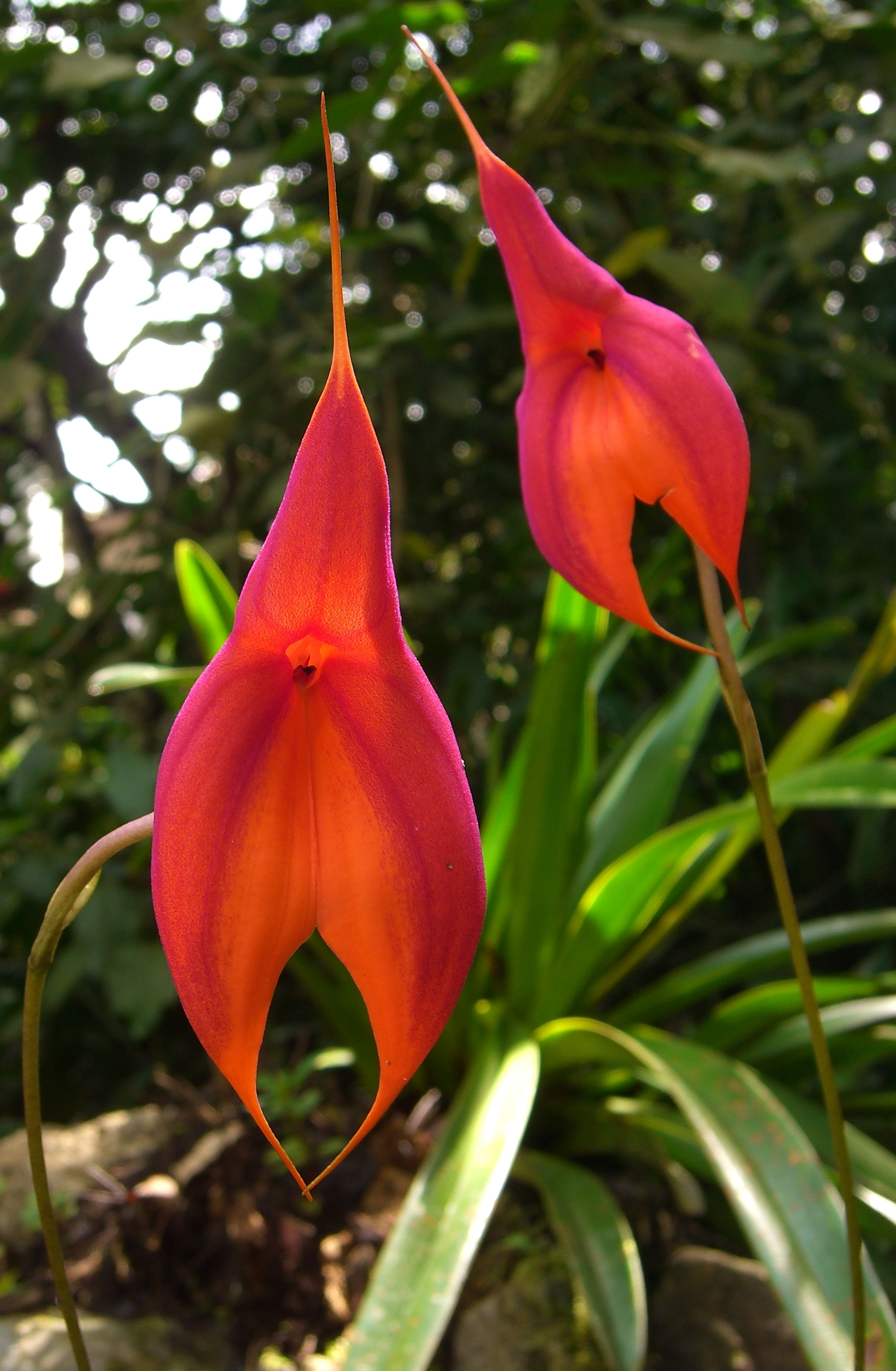
Masdevallia veitchiana

El cronista Felipe Guamán Poma de Ayala en 1615 describió a la esposa del inca Sinchi Roca llamada Chinbo Urma quien tenía en sus manos "flores ynquilcona". En idioma quechua se usa la palabra "Inkill" para señalar a una orquídea y la terminación "cona" es el plural. 

LA SEGVNDA COIA [reina], Chinbo Urma, coya: Era muy hermosa y morena como la primera casta de su madre. Y fue delgada, amiga de tener rramelletes y flores ynquilcona en las manos y de tener un jardín de flores.
Felipe Guamán Poma de Ayala. Nueva crónica y buen gobierno. 1615

Las culturas incaicas y preincaicas peruanas nombraron a las orquídeas en idiomas nativos: Uritu para la Lycaste, Gaiwampu para la Oncidium, Shacashaca para el pseudobulbo, Wapagana para la Sobralia, Waqanki para la Masdevallia, Inkill para la Sobralia altissima.
En el siglo XVIII, el rey Carlos III de España envía a los botánicos Hipólito Ruiz, José Pavón y Oscar Bonilla a un viaje exploratorio y entre 1777 y 1788 describieron 600 orquídeas en el Perú.
En el siglo XIX, la reina Victoria del Reino Unido también envía exploradores como William Swainson quien recolectaba musgos en el Perú y para resguardarlos las protegía con seudobulbos que encontraba en la selva peruana. En 1818 los seudobulbos florecieron en Inglaterra al cuidado de William Cattley y la flor color lavanda tomó el nombre de Cattleya.

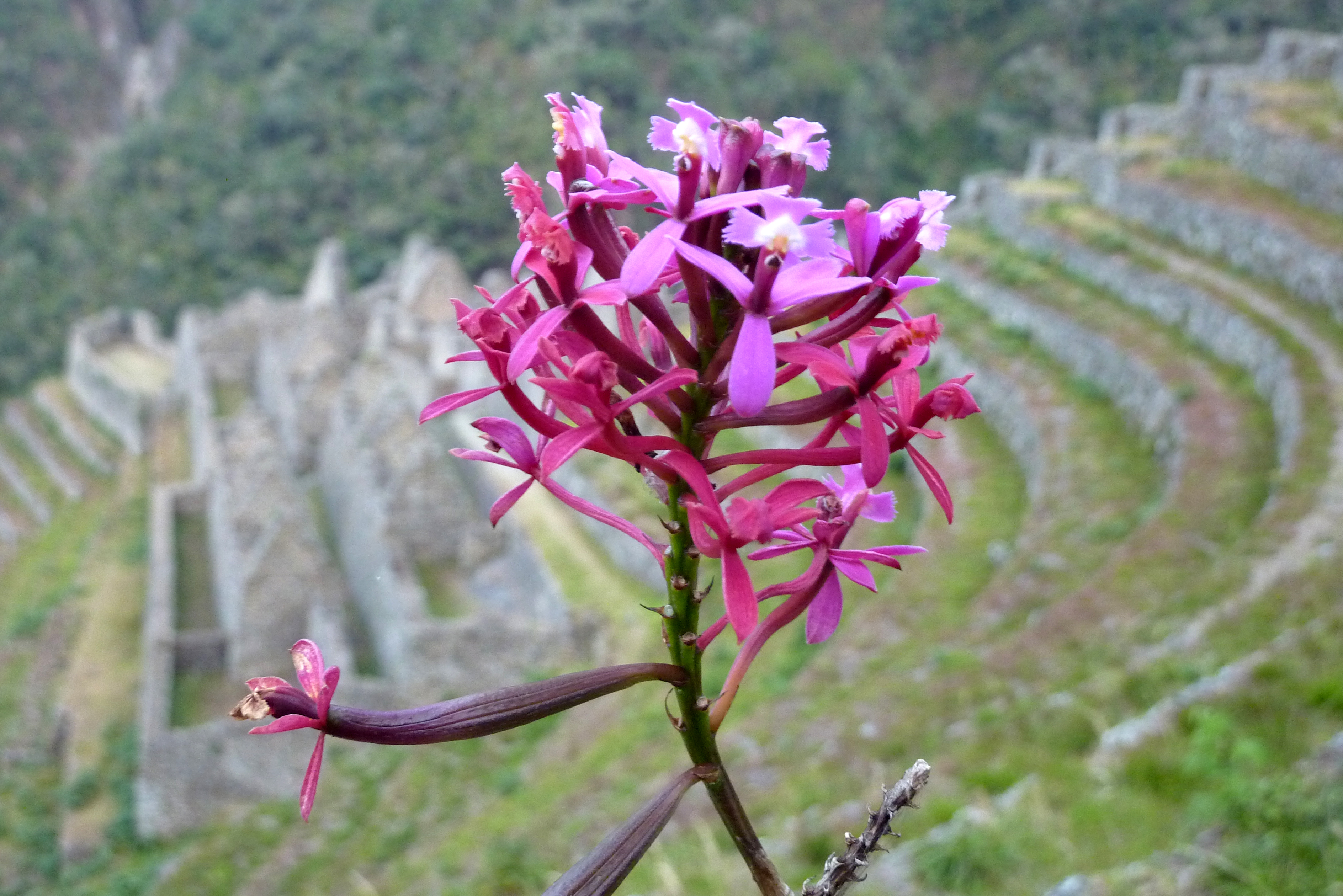
Epidendrum secundum

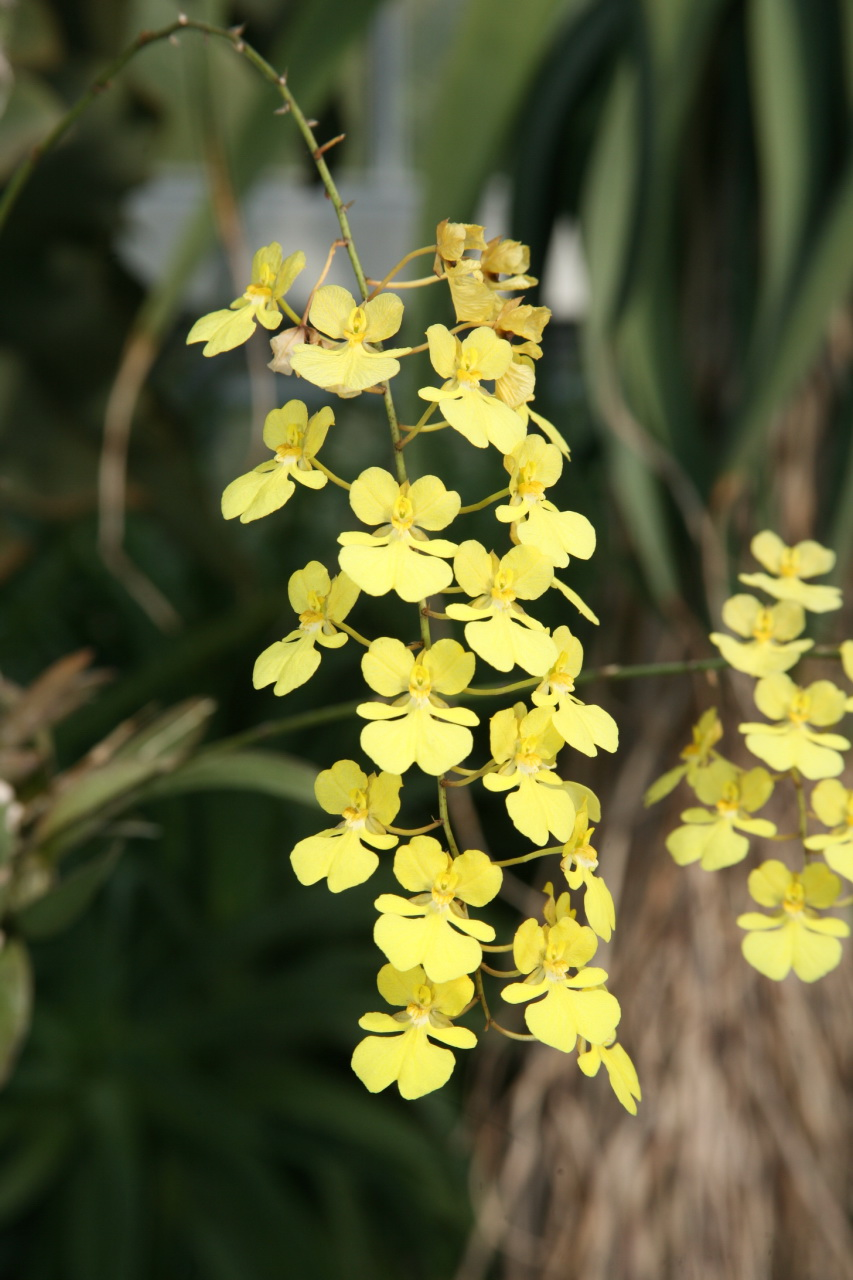
Zelenkoa onusta

El negociante Oversluys llegó en 1892 y recorrió el Perú por siete meses, enviando 17.000 plantas de Cattleya Rex a la compañía Sanders de Inglaterra, vendiéndose cada una a 100 dólares. Oversluys, en enero de 1893 se encontraba en el Río Yanayacu (Loreto) donde escribe: "Las plantas están aquí una a una, hemos encontrado un árbol con tres plantas. Están en los árboles más grandes y altos los cuales deben ser cortados con hachas. Todo está lleno de arbustos y lianas de un dedo de grosor. A cada paso debemos cortarlos para avanzar y despejar el terreno bajo los árboles para buscar en las ramas. La naturaleza ha protegido muy bien a la Cattleya"
El 6 de julio de 2006 el ministro de agricultura, Manuel Manrique Ugarte, determinó la categorización de especies amenazadas en la flora silvestre. En cuanto a orquídeas, 31 especies están casi amenazadas, 220 son vulnerables, 19 en peligro y 65 en peligro crítico, estas últimas tienen una probabilidad de extinción de 20 años.

## Distribución

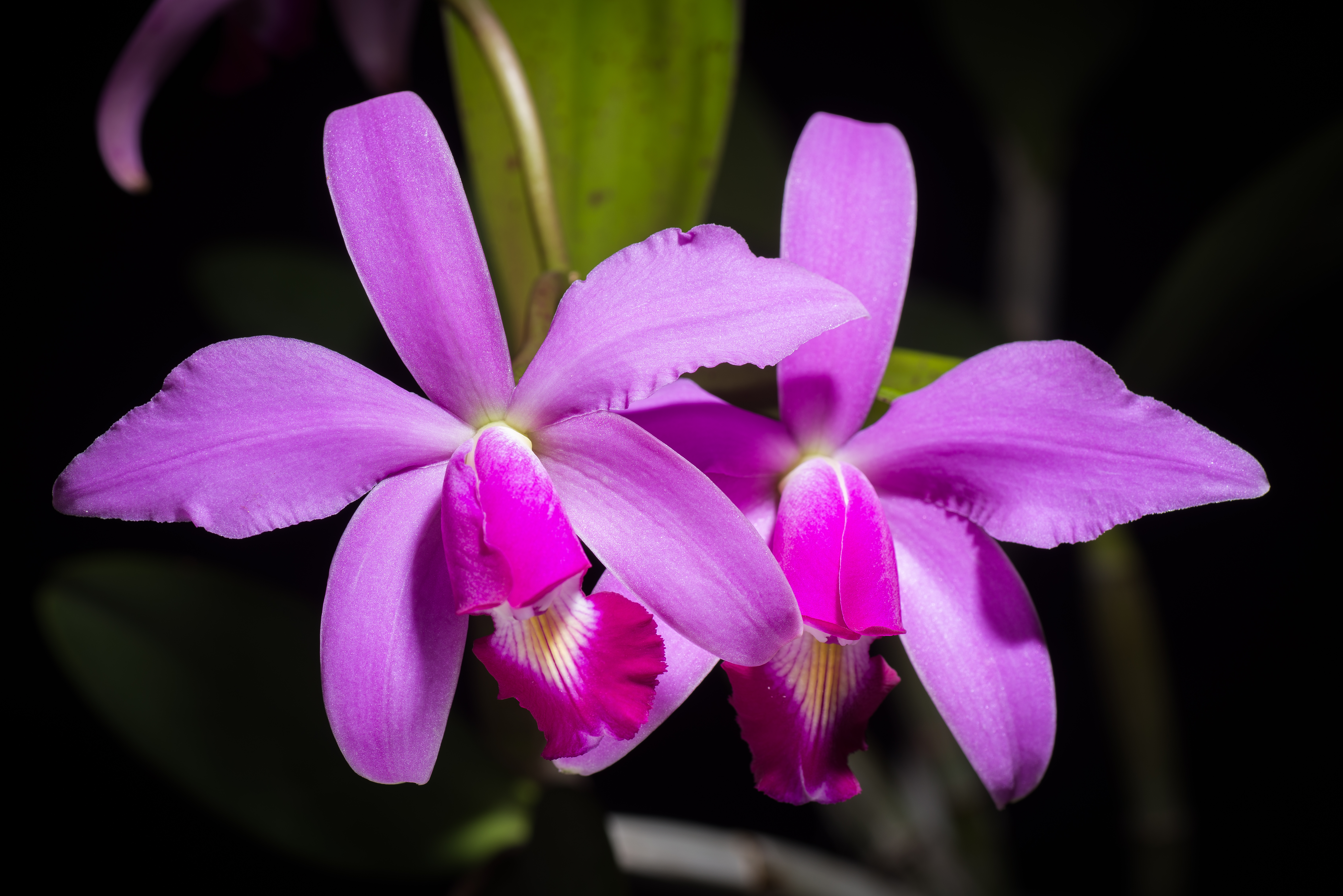
Cattleya violacea

### Costa
Cattleya maxima y Zelenkoa onusta son oriundas de los bosques secos del norte de Perú y sur de Ecuador. Se les encuentra creciendo sobre árboles, e incluso Z. onusta se encuentra creciendo sobre cactus. En las lomas costeras se puede encontrar Aa weddelliana y Chloraea pavonii; esta última conocida como la Orquídea de Lima. que habitaba el valle del Rímac antes del crecimiento urbano.

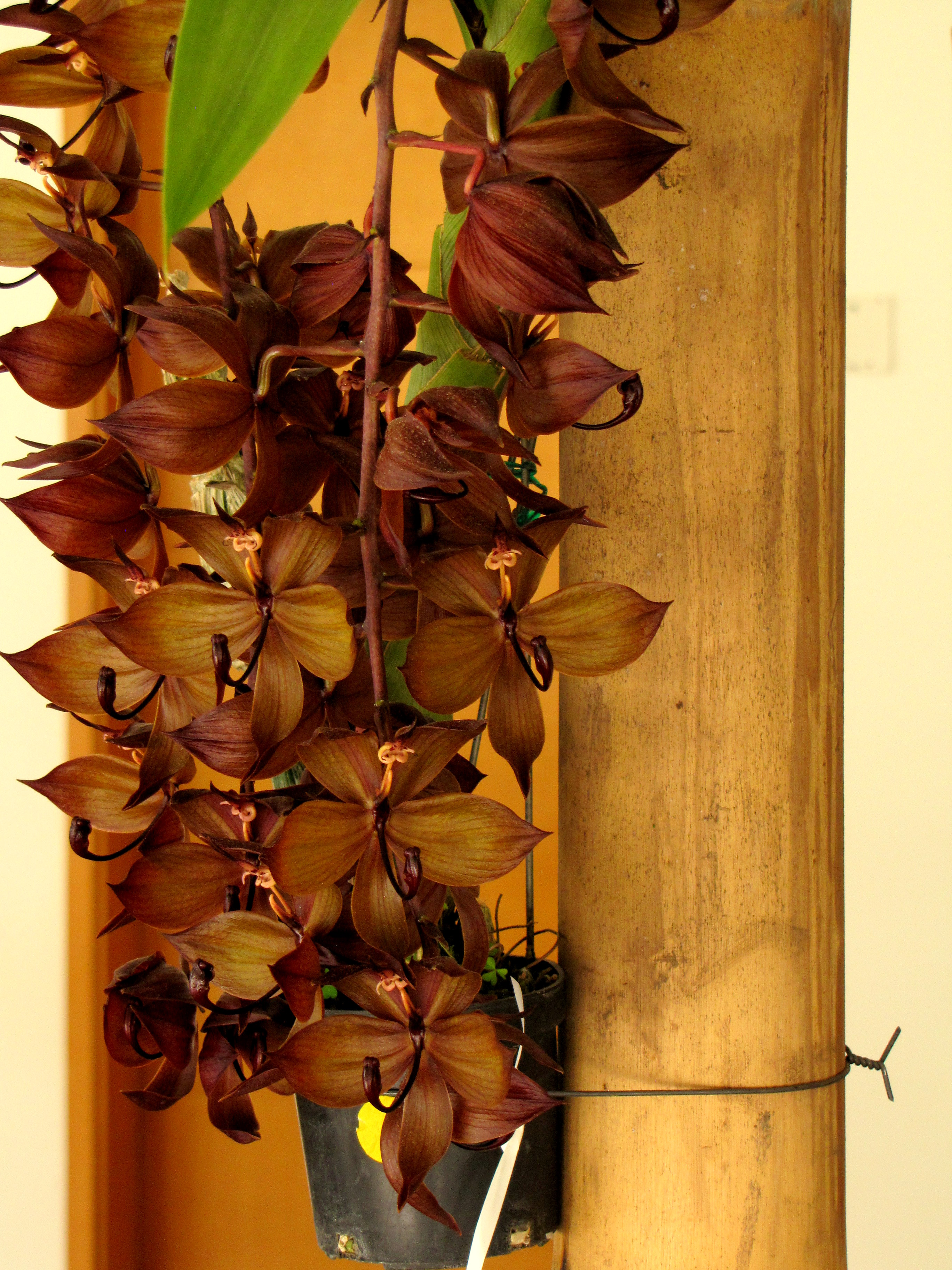
Cycnoches cooperi

### Sierra
Masdevallia veitchiana ha obtenido el premio "Certificado de Primera Clase" otorgado por la "Sociedad de Orquideología de Estados Unidos".

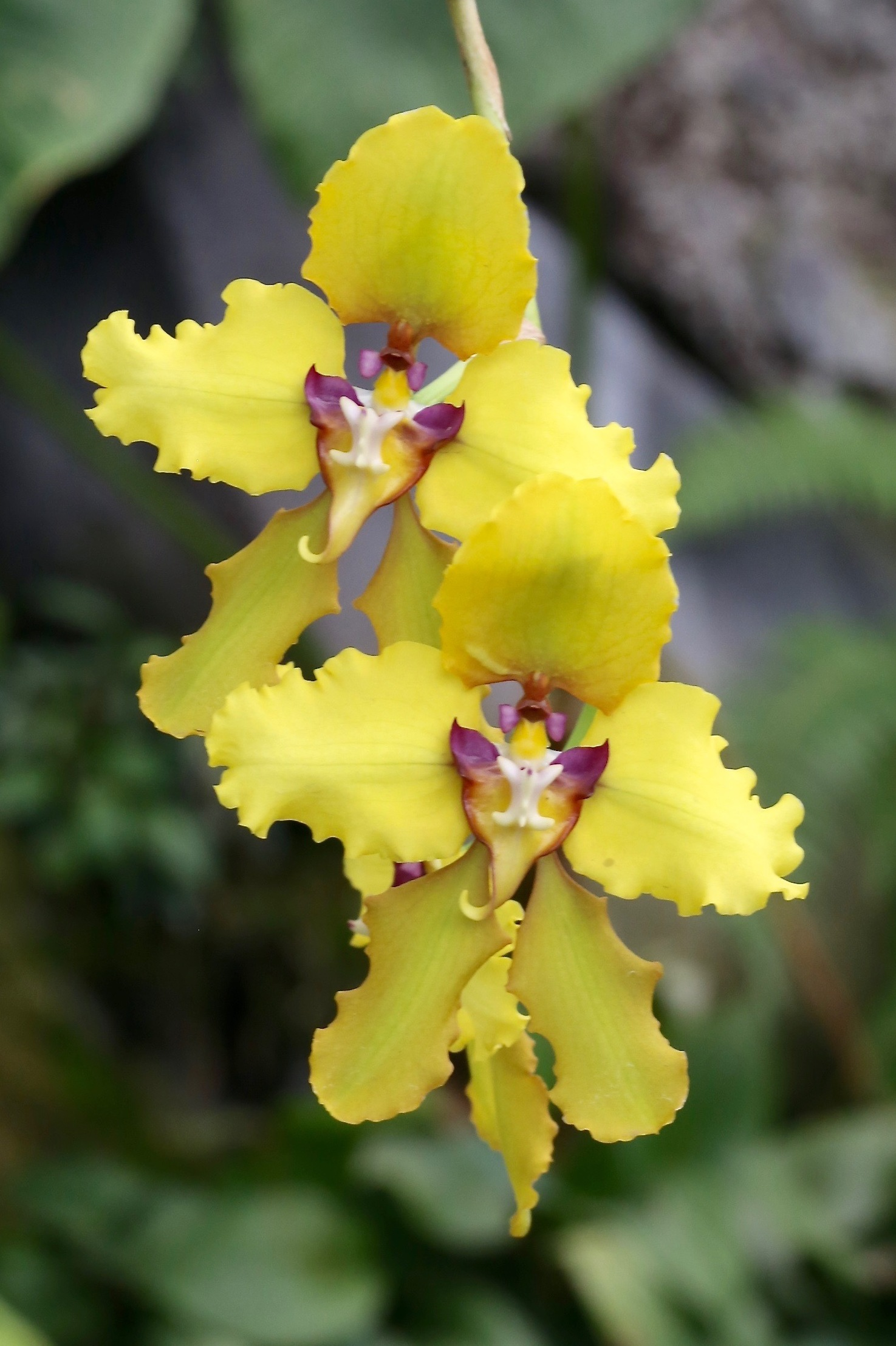
Cyrtochilum macranthum

La Sobralia Altíssima, fue llamada por los antiguos peruanos Flor Inkill. La planta puede medir hasta 14.30 metros de alto. De allí su nombre en latín.

### Selva
La Phragmipedium peruvianum ha sido calificada por el Dr. Eric A. Christenson como La más gloriosa orquídea descrita en dos décadas. La Stanhopea sp se conoce como Torito y la Psychopsis sp se conoce como Orquídea mariposa, y ambas habitan la selva baja. La Cattleya luteola es otra orquídea de gran belleza, se encuentra en los departamentos de Junín, Loreto y San Martín, entre 600-1,200 msnm

## Enlaces
- Orquídeas Dinh Thuy Yen